# 反法西斯工农民兵
反法西斯工农民兵（西班牙語：Milicias Antifascistas Obreras y Campesinas，缩写为MAOC）是西班牙第二共和国时期西班牙共产党掌握的一支民兵组织，存在于1934年－1937年，约有5000名成员。该组织的大部分成员同时也是统一社会主义青年（西班牙工人社会党和西班牙共产党的青年组织合并形成的组织，事实上隶属于西班牙共产党）的成员。该组织的成员得到了武器和基本的准军事训练。1936年西班牙内战爆发后，该组织编成五个营，参加了保卫马德里的军事行动，其中一个营最终演化为著名的西班牙共和军第五军团。